# Fiat 4 HP
Fiat 4 HP (cunoscut și sub denumirile de 3½ HP sau 3½ CV) a fost primul model de automobil produs de Fiat, între anii 1899 și 1900, bazat pe un design extern.

## Context
Fiat 4 HP este asociat cu frații Ceirano—Giovanni, Ernesto și Matteo—care au avut o influență semnificativă în dezvoltarea industriei auto din Italia. De fapt, aceștia sunt responsabili, în diverse moduri, pentru înființarea unor companii precum Ceirano GB & C, Itala, SCAT (Società Ceirano Automobili Torino) și SPA (Società Piemontese Automobili).

## Design

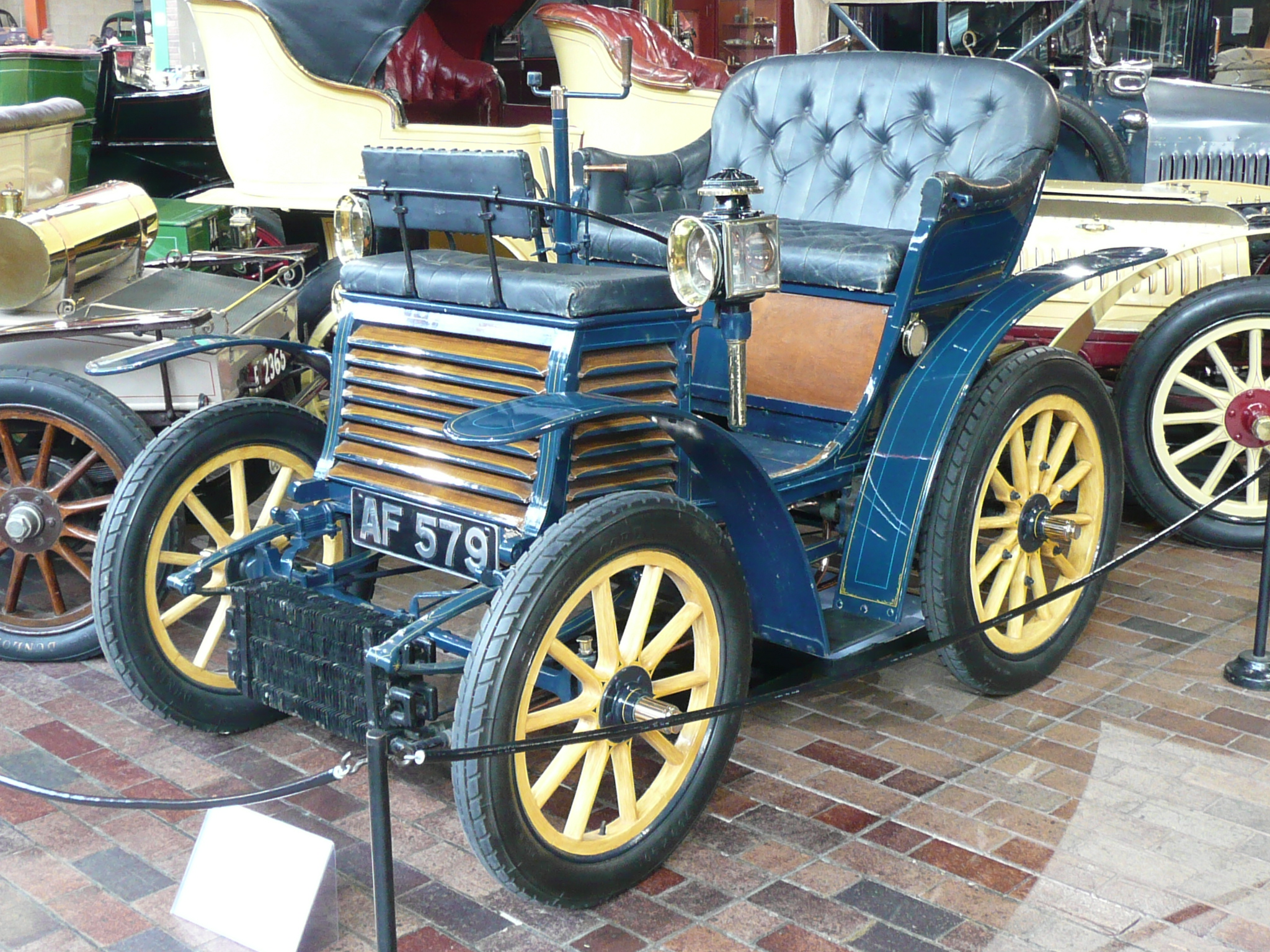
Fiat 4 HP la Muzeul Național al Motorului din Marea Britanie

În 1888, după opt ani de ucenicie în afacerea de fabricare a ceasurilor a tatălui său, Giovanni Ceirano a început să construiască bicicletele Welleyes, denumite astfel pentru că numele englezești aveau un apel comercial mai mare în Italia. În octombrie 1898, Giovanni a cofondat Ceirano GB & C și a început să producă automobilul Welleyes în 1899. Caroseria era realizată de Marcello Alessio.
În iulie 1899, uzina și brevetele Welleyes au fost vândute lui Giovanni Agnelli, care a început să producă Fiat 4 HP, primul automobil FIAT din istorie. Automobilul era echipat cu un motor de 0,7 litri (679 cm³), cu 2 cilindri, montat posterior și răcit cu apă, care dezvolta 4,2 cai putere la 800 rpm, având o cutie de viteze cu trei trepte, fără treaptă de marșarier. Viteza maximă era de 35 km/h, iar consumul de carburant era de 8 litri la 100 km.
Giovanni Ceirano a fost angajat de FIAT ca agent pentru Italia, dar, în termen de un an, a părăsit compania pentru a înființa „F.lli Ceirano”, care a devenit STAR (Società Torinese Rapid Cars). În 1904, Matteo Ceirano a părăsit Ceirano GB & C pentru a înființa Itala, pentru ca, în 1906, să părăsească și această companie și să înființeze SPA (Società Piemontese Automobili) împreună cu designerul-șef Alberto Ballacco. În același an, Giovanni Ceirano a fondat SCAT (Società Ceirano Automobili Torino).

## Producție
În total, FIAT a produs 24 de unități, dintre care 8 în primul an.
Astăzi, cel puțin patru dintre aceste prime Fiat-uri mai există:
- două în Italia, la Muzeul Național al Automobilului din Torino și la Centro Storico Fiat
- unul în Marea Britanie, la Muzeul Național al Motorului din Beaulieu
- unul în Statele Unite, la Muzeul Ford din Dearborn, Michigan.[3][5]